# Волосся (мюзикл)
«Волосся» (англ. «Hair») — психоделічний мюзикл, який є віхою руху хіпі 1960-х років. Музика написана Гелтом Макдермотом, слова — Джеймсом Редо і Джеромом Раньї. Прем'єра відбулася в Нью-Йорку 17 жовтня 1967 р. У квітні 1968 мюзикл перемістився на одну зі сцен Бродвею, де витримав 1 873 постановки. У тому ж році поставлений в Лос-Анджелесі і Лондоні.

## Сюжет
Дія розгортається в кінці 1960-х років, саме у розпал руху хіпі. В одну з таких нью-йоркських компаній «дітей квітів», які святкують прихід ери Водолія, потрапляє молодий провінційний хлопець Клод і закохується в багату дівчину Шейлу. У нього є лише одна ніч, щоб добитися взаємності. Йому допомагає компанія: Бергер, Джіні, Вуф і Хад, попутно Клод знайомиться з дією гашишу, марихуани, ЛСД.
На тлі загальних веселощів і безтурботності у спільнотах хіпі, іншу частину американців безпосередньо зачіпає війна у В'єтнамі. Клода забирають на службу до В'єтнаму, але друзі вирушають відвідати його на військову базу. Побачити Клода їде і Шейла. Однак виявляється, що побачення для солдат не передбачені. Тоді Бергер, старший у компанії, переодягається офіцером, проникає на базу Клода, знаходить його й міняється з ним одягом. Клод виходить за територію бази й зустрічається з Шейлою та друзями. У цей час підрозділ Клода по тривозі перекидають до В'єтнаму, де Бергер гине.